# Manne Siegbahnlaboratoriet

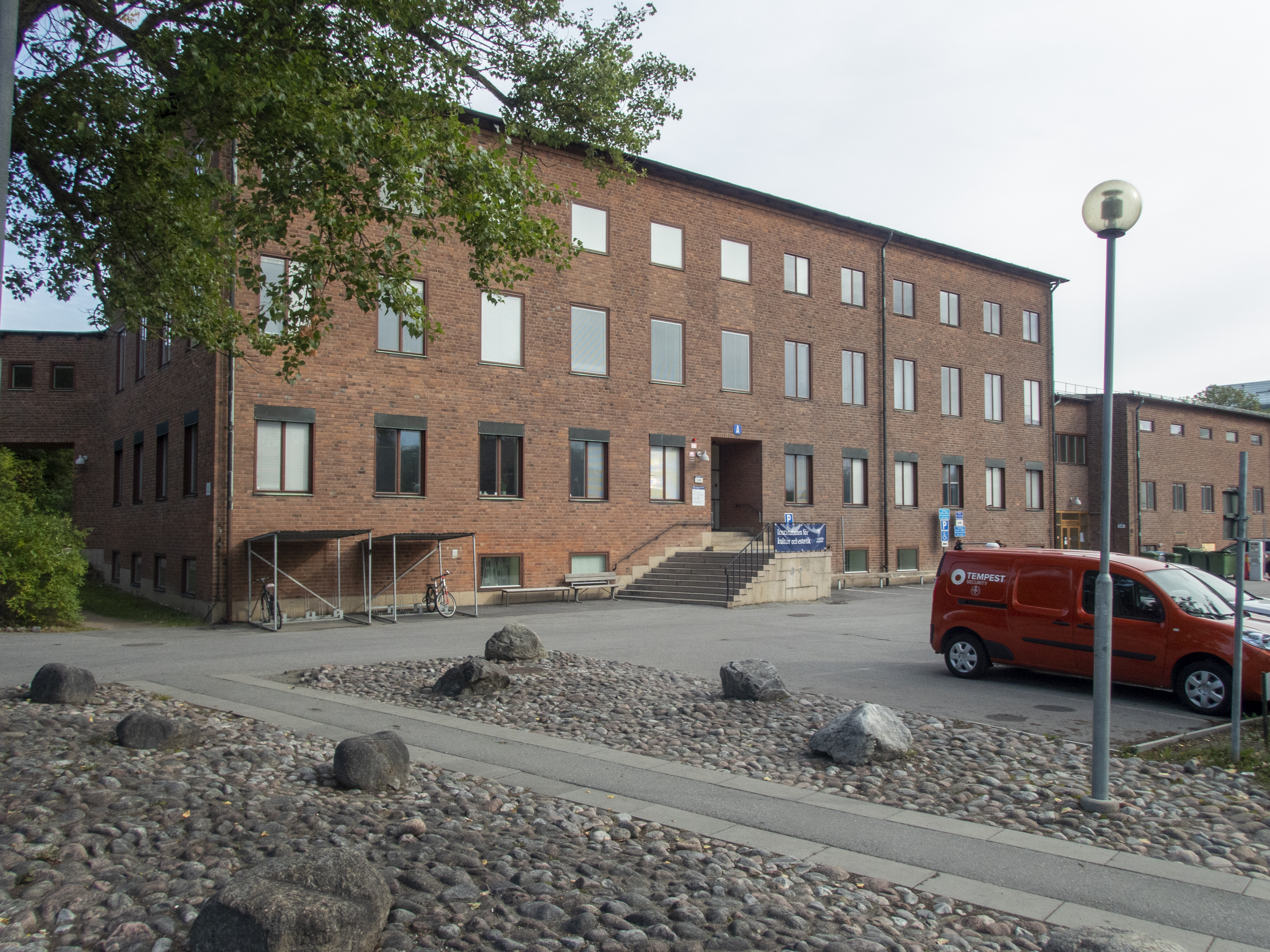
Manne Siegbahnbyggnaderna

Manne Siegbahnlaboratoriet (MSL) var en svensk forskningsanläggning för experimentell fysik, framför allt kärnfysik före 1988 och atom- och molekylfysik därefter, vid Frescati på Frescativägen 22-24. Byggnaden har sitt namn efter Manne Siegbahn, den svenske nobelpristagaren i fysik år 1924, men har även kallats Vetenskapsakademiens forskningsinstitut, Cyklotronlaboratoriet, Nobelinstitutet för fysik samt Atomforskningsinstitutet. Huset ritades av Gustav Holmdahl och invigdes 1936. Senare tillkom en tilläggsbyggnad ritad av Albin och Erik Stark år 1945-1947 som inhyste en accelerator. Manne Siegbahn-byggnaderna används idag av Stockholms Universitet och inrymmer Institutionen för kultur och estetik.

## Historisk bakgrund
År 1936 tilldelades Manne Siegbahn en professur i experimentell fysik, och Kungliga Vetenskapsakademien beslutade att grunda ett institut med honom som föreståndare och med finansiering från Knut och Alice Wallenbergs Stiftelse. Institutet startade sin verksamhet 1937 med namnet Vetenskapsakademiens forskningsinstitut för experimentell fysik, även om det ofta kallades för Nobelinstitutet för fysik, med lokaler vid Frescati, intill Vetenskapsakademien. År 1945 till 1947 tillkom ett kärnfysiklaboratorium med en cyklotron. Den experimentella utrustningen vid laboratoriet utgjordes framför allt av 80 cm-cyklotronen (1938-1972), 225 cm-cyklotronen (1951-1986) samt därefter partikelacceleratoranläggningen CRYRING, som var en synkrotron och lagringsring med en omkrets på 52 meter. Den hade elektronkylning, en linjär accelerator av typen radiofrekvenskvadrupol (RFQ) och tre injektorer för olika typer av joner.  Institutet ombildades 1964 till Forskningsinstitutet för atomfysik (AFI) med staten som huvudman. År 1988 bytte institutet namn till Manne Siegbahninstitutet för fysik (MSI). Till skillnad mot många andra länder finns det i Sverige en mycket begränsad tradition av självständiga forskningsinstitut för grundforskning vid sidan av universiteten. År 1993 avskaffades därför Manne Siegbahninstitutet som ett självständigt institut, samtidigt som de olika forskargrupperna fördes över till fysikinstitutionerna vid Stockholms universitet respektive KTH. En del av det tidigare MSI bytte i samband med detta namn till Manne Siegbahnlaboratoriet vid Stockholms universitet (MSL). Detta utgjorde således endast en del av de tidigare MSI och AFI. År 2011 upphörde MSL och gick upp i Institutionen för fysik vid Stockholms universitet. Under åren 1995-2004 var laboratoriet en nationell svensk forskningsanläggning med forskningsrådsfinansiering. Manne Siegbahnlaboratoriet upphörde formellt 2011. CRYRING flyttades för att bli en del i den nya anläggningen Facility for Antiproton and Ion Research vid GSI Helmholtzentrum für Schwerionenforschung i Darmstadt i Tyskland.

## Arkitektur

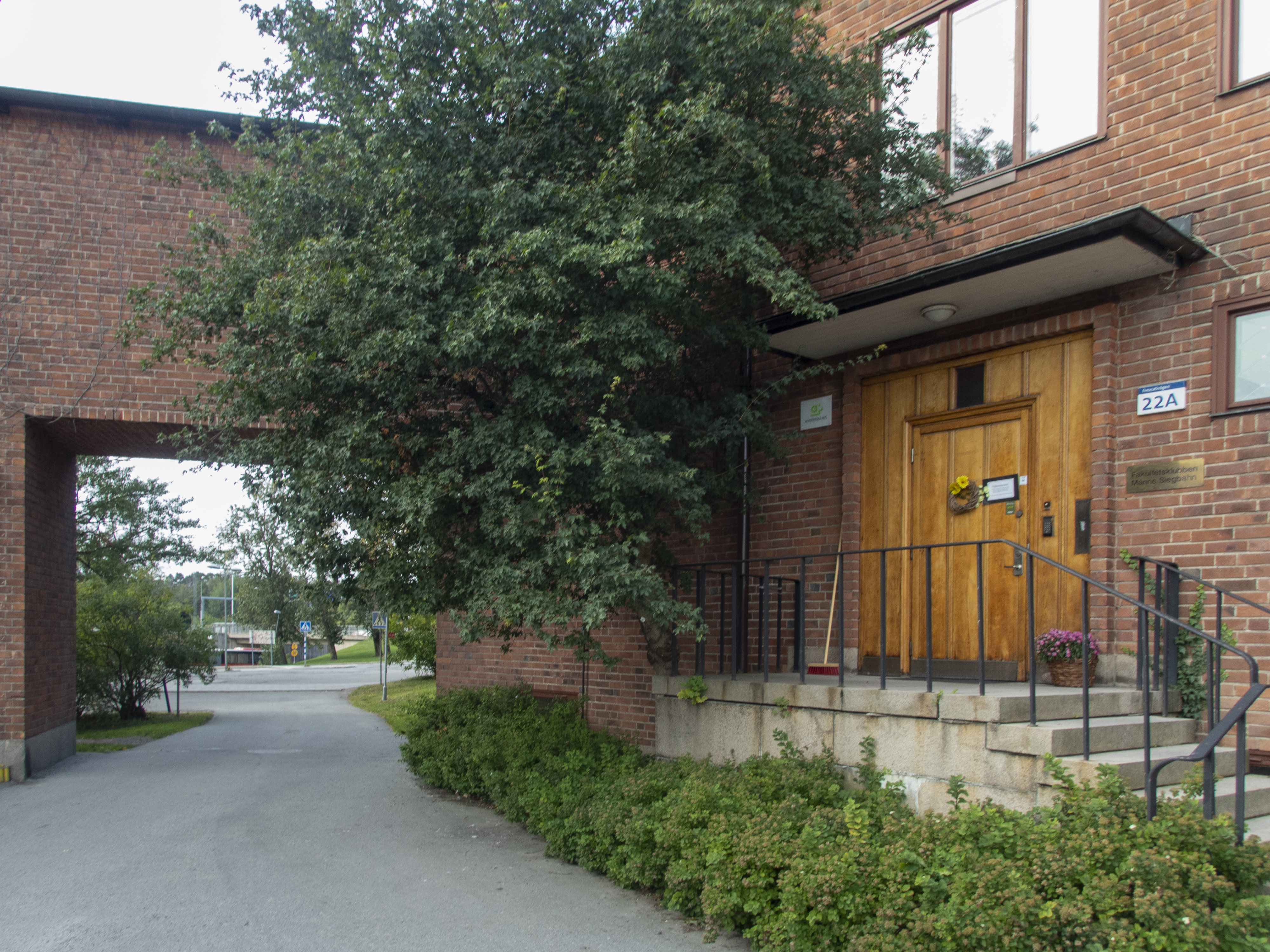
Bostaden

Publicerade ritningar från 1941 visar omfattningen av Holmdahls arbete som stod klart 1936. Av de så kallade Manne Siegbahnhusen har Holmdahl ritat A- och B-husen innehållande bibliotek och föreläsningssalar samt den västra byggnaden, ursprungligen Manne Siegbahns bostad, som idag inhyser Fakultetsklubben. Albin Stark konstruerade tilläggsbyggnader, en aula till biblioteksbyggnaden och C-huset tillsammans med sonen Erik Stark. Holmdahls estetik influerade den stilistiska utformningen på de tillägg som Albin och Erik ritade under 1940-talet, vilket ger området ett enhetligt intryck.  
Byggnaderna är konstruerade i murat tegel i rödbrun nyans. Stilistiskt anknyter de till den närliggande Kungliga Lantbruksakademiens huvudbyggnad, idag kallad Bloms hus, i proportioner och med samma flacka, valmade sadeltak täckta med kopparplattor.  
I anslutning till C-huset konstruerades en underjordisk cyklotronanläggning under en strålskyddande bassäng.  Förbindelsegångar finns mellan Fakultetsklubben och huvudbyggnaden (A-huset) samt mellan C- och B-husen, vilka sammankopplar byggnadskropparna till en arkitektonisk enhet.  Idag används Manne Siegbahnhusen av Institutionen för Kultur och estetik.  En cyklotrons speciella krav för strålningsskydd ställde krav på nytänkande. Ett arbete som det i Frescati gjorde att Erik Stark fick sätta sig in i hela funktionen och finna tekniska lösningar.  
För att bygga enligt de krav på strålningsskydd som ställdes läste Erik Stark upp sina kunskaper om kärnfysik. Neutronstrålning kan dämpas med vatten och bly och Erik kände till att det vid röntgenlaboratorier använts väggar av järn och betong. Lösningen för reaktorhallen blev väggar i 50–60 cm tjocklek i betong blandat med järnmalm, beställd efter idealkurvan för sand, göts och sedan täcktes med en bassäng. Enligt Erik Stark innebar lösningen med de tunga betongväggarna och den täckande bassängen att Sverige vid denna tidpunkt låg före USA i säkerhetsutformning.
Det handlade om avsevärda tyngder. Enbart cyklotronens magnet vägde 600 ton. Man kunde inte tillverka större delar än på 30 ton, vilka fraktades på fartyg till Frihamnen, lastades om med hjälp av lyftkranen Lodbrok, på särskilda bilar från Selbergs. Betongen, blandad med järnmalm, vägde 4 ton/m3 jämfört med 2 ton/m3 för vanlig betong, så betongkärrorna fick inte fyllas till mer än till hälften för att man skulle orka köra dem.

## Konsthallen Accelerator

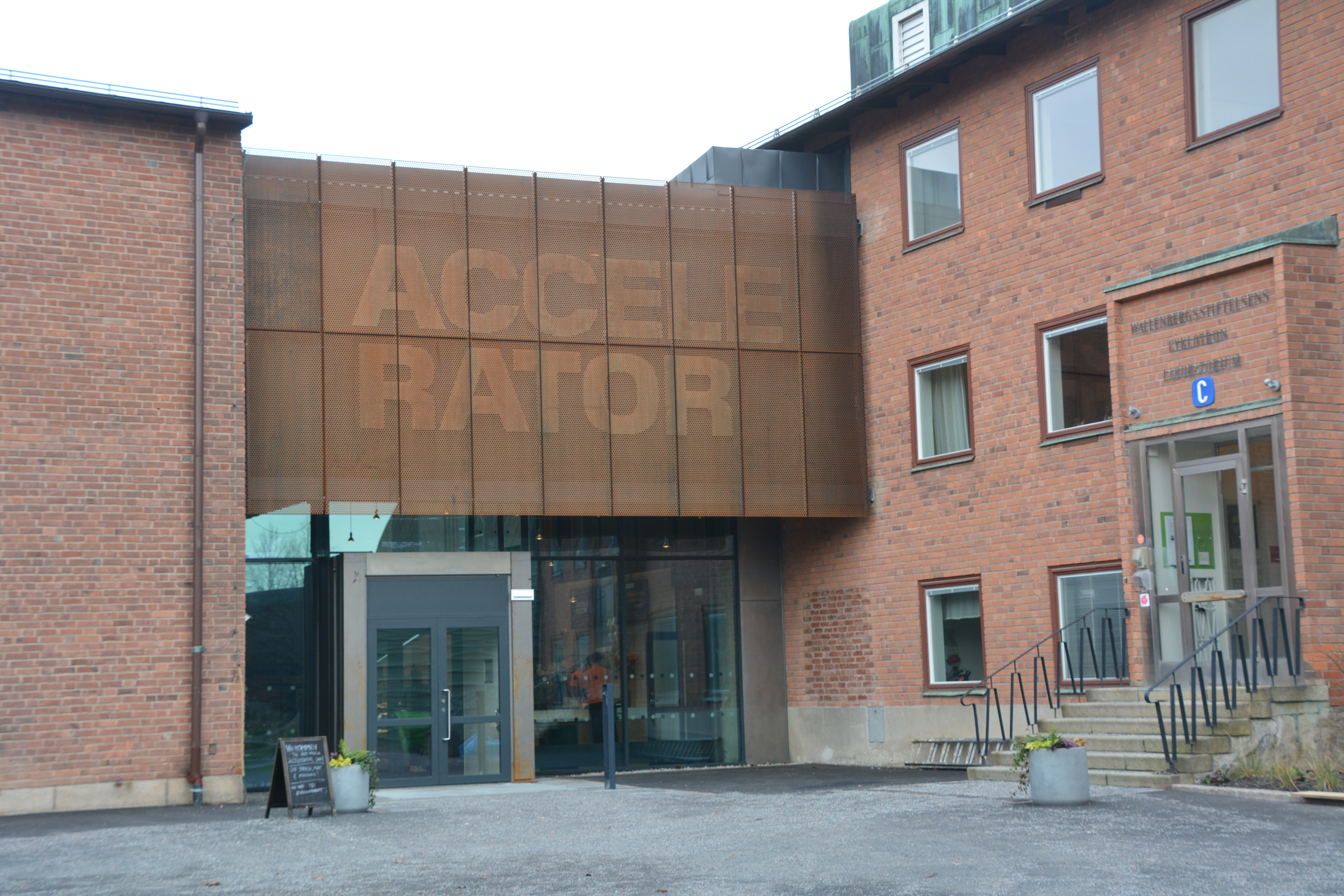
Ingång till Accelerator

I september 2019 invigdes under mark i laboratoriehuset konsthallen Accelerator, som drivs av Stockholms universitet.